# 丁子霖
丁子霖（1936年12月20日—），生於上海，現居北京，前中国人民大学哲学系副教授，1995年退休。其兒子蔣捷連於六四天安门事件中丧生，後來組織發起天安門母親運動呼籲平反六四，其名字被中国大陆网络审查屏蔽。丈夫蔣培坤為中国人民大学哲学系教授，父親丁文澜，二伯父為民國時期學者丁文江。

## 经历
1947年，丁子霖進入景海女子師範大學附屬中學就讀。1956年，進入中國人民大學新聞系就讀。
1989年春，北京发生以悼念前中共中央总书记胡耀邦、反官倒反腐败为主要诉求的游行，进而发展为绝食抗议运动。一部分学生留滞天安门广场。5月19日，为控制局势，国务院总理李鹏代表中国政府颁布戒严令。6月3日夜，中国人民解放军决定要强行清场，部队在向天安门广场进军的过程中，遭到抗议人民的阻挠。军队开枪射击以强行推进，遂造成流血事件，后称六四天安门事件。根据丁子霖的描述，她17歲未成年兒子蔣捷連在六四天安门事件当晚跳窗離家經木樨地去天安門廣場，在復外大街29樓前長花壇後被子弹击中丧生。蒋捷连之死被视为6月3日当晚，解放军在向天安门广场推进过程中有进行实弹射击并造成无辜人员伤亡的重要证明。事件之后，丁子霖极其悲痛，聯合其他死難者的家長，要求政府还其公道，并搜集到一个经过核实的六四死難者名單。
2004年3月28日，丁子霖與失去了19岁儿子的张先玲、失去了丈夫的黄金平同時被拘捕。当局最初否认此事，但之后表示她们「参与了外国势力支持的非法活动」。她们在那星期末获释放，但直到天安门事件15周年前夕都受到严密监视。她们的支持者称她们遭到了软禁。她们的电话被监听，还被要求不得与其他活跃分子、外地传媒和人权组织通话。
2006年11月7日，美国《時代雜誌》亞洲版選出「60年來的60名亞洲英雄」，丁子霖榜上有列，對她的頒獎詞為「一位心碎的母亲为揭露天安门事件的真相而战斗」。
2007年6月丁子霖在六四天安门事件發生的18年後，她和丈夫蔣培坤，以及另外兩名天安門母親徐鈺和馬雪芹，才首次得以到兒子遇難的地方進行祭奠。
2009年4月，丁子霖在北京接受媒體訪問時表示：「誰也不想顛覆共產黨的政權，但是這個問題要解決。在他們不認錯的情況下，我絕對不寬恕他們。」
2009年「六四事件」20周年前夕，她與前中共中央委員、異議人士鮑彤在接受法新社訪問時表示：「到現在為止，國際社會仍然對中國政府採取姑息政策。他們對這次暴行寬大仁慈。」。其又在接受BBC採訪時稱「為了北京奧運會，政府有了改變，但是這是隨時都可以收回的」「他們不是依法辦事，而是依照自己的需要辦事，根本沒有進步」。
2009年6月3日後一段時間，她被軟禁在家裡不能出門，而互聯網及所有電話亦被切斷，其表示最令她難過的是不能去兒子20年前遇難的木樨地祭奠他。
2010年6月3日晚，丁子霖和丈夫在警察重围之下来到北京木樨地的29号楼，哭祭21年前被解放军打死的当时还上中学的儿子和其他中华青年，长达45分钟。完成拜祭之后突然昏倒，被人扶走。
2015年9月27日，丈夫蒋培坤在家乡无锡因心脏病逝世，享年82岁。丁子霖低调处理；蒋培坤的学生郭宝胜表示，蒋培坤逝世是天安门母亲运动的一大损失。
2019年5月20日，即六四天安门事件三十周年前夕，据自由亚洲电台转述香港電台消息，丁子霖按当局要求离开北京，前往家乡江苏省无锡市暂住，直至6月4日过后才获准回到北京。

## 所獲獎項
- 美國民主教育基金會“傑出民主人士獎”（1994年）
- 格利萊茲曼“公民成就獎”和紐約科學院“科学家人權獎”（1995年）
- “萬人傑新聞文化獎”、夫婦同獲“法蘭西自由基金會記憶獎”（1996年）
- 瑞士“自由與人權基金會獎”（1998年）
- 意大利“亞歷山大蘭格基金會獎”（1999年）
- 《時代雜誌》「60年來的60名亞洲英雄」之一（2006年）
- 獨立中文筆會第四届自由写作奖表彰丁子霖及其著作《寻访六四死难者》（2007年）

（於2000年以“天安門母親運動”名義獲得的獎項請參考“天安門母親運動”）

## 外部連結
- 「風雨故人來」博客，內有丁子霖近年為丁文江撰寫的多篇回憶錄
- 香港電台頭條新聞2009年丁子霖專訪
- 自由亞洲電台2014年丁子霖專訪（页面存档备份，存于）（上海話）